# Liste der Einträge im National Register of Historic Places im Gibson County (Indiana)

Lage des Gibson County in Indiana

Die Liste der Einträge im National Register of Historic Places im Gibson County in Indiana führt die Bauwerke und historischen Stätten im Gibson County auf, die in das National Register of Historic Places aufgenommen wurden.

## Legende
| NRHP | Historic Place    |
| HD   | Historic District |

## Aktuelle Einträge
| [ 2 ] | Name                                         | Bild                                         | Eintragsdatum        | Lage                                                                                    | Ort                 | Beschreibung                                           |
| ----- | -------------------------------------------- | -------------------------------------------- | -------------------- | --------------------------------------------------------------------------------------- | ------------------- | ------------------------------------------------------ |
| 1     | William M. Cockrum House                     | William M. Cockrum House                     | 1978 ID-Nr. 78000031 | 627 West Oak Street 38° 20′ 15″ N, 87° 21′ 13″ W                                        | Oakland City        |                                                        |
| 2     | Gibson County Courthouse                     | Gibson County Courthouse                     | 1984 ID-Nr. 84001038 | Town Square 38° 21′ 20″ N, 87° 34′ 5″ W                                                 | Princeton           |                                                        |
| 3     | Haubstadt State Bank                         | Haubstadt State Bank                         | 1984 ID-Nr. 84000489 | 101 South Main Street 38° 12′ 18″ N, 87° 34′ 28″ W                                      | Haubstadt           |                                                        |
| 4     | Lyles Consolidated School                    | Lyles Consolidated School                    | 1999 ID-Nr. 99001111 | County Road 100 nördlich von Lyles Station 38° 22′ 11″ N, 87° 39′ 37″ W                 | Patoka Township     |                                                        |
| 6     | Mussel Knoll Archeological Site (12GI11)     | Mussel Knoll Archeological Site (12GI11)     | 1986 ID-Nr. 86000454 | Entlang des Wabash River 38° 20′ 25″ N, 87° 49′ 22″ W                                   | Wabash Township     |                                                        |
| 7     | Patoka Bridges Historic District             | Patoka Bridges Historic District             | 2005 ID-Nr. 05000198 | Brücke der County Road 1250 East über den Patoka River 38° 22′ 51,8″ N, 87° 20′ 21,6″ W | Columbia Township   |                                                        |
| 8     | Trippett-Glaze-Duncan-Kolb Farm              | Trippett-Glaze-Duncan-Kolb Farm              | 1993 ID-Nr. 93000470 | IN 65 östlich von Patoka 38° 24′ 15″ N, 87° 31′ 45″ W                                   | Washington Township | Die Erweiterung um die Kolb Farm erfolgte im Jahr 2009 |
| 9     | Weber Village Archaeological Site (12 Gi 13) | Weber Village Archaeological Site (12 Gi 13) | 1985 ID-Nr. 85002131 | Westlich von Skelton 38° 20′ 36″ N, 87° 47′ 29″ W                                       | Montgomery Township |                                                        |
| 10    | Welborn-Ross House                           | Welborn-Ross House                           | 1996 ID-Nr. 96000287 | 542 South Hart Street 38° 21′ 1″ N, 87° 34′ 6″ W                                        | Princeton           |                                                        |